# Marc Delissen
Marc Delissen, né le 14 janvier 1965 à Amsterdam, est un joueur néerlandais de hockey sur gazon.

## Palmarès
- Médaille de bronze aux Jeux olympiques de Séoul en 1988
- Médaille d'or aux Jeux olympiques d'Atlanta en 1996[1]